# A90
A90 är en motorväg i Grekland. Detta är en motorväg på Kreta som går mellan Kissamos och Agios Nikolaos. Motorvägen passerar bland annat Chania och Iraklion. Denna motorväg utgör Kretas stamväg och är den viktigaste vägen på ön som förbinder de viktigaste städerna.